# Essor
Essor est un fabricant de cycles français dont le siège fut successivement à Puteaux, à Caen puis à Sully-sur-Loire.

## Historique
La société est créée vers 1920 par Louis Ruffin, 68 rue de la République à Puteaux. Vers 1921, Louis Ruffin devient directeur d'Austral et cède la marque Essor à Marcel Coadou à Caen.
La fabrication des cycles se fait alors rue de Vaucelles à Caen. En 1923, Marcel Coadou organise le trophée des cycles Essor en Normandie.
En 1926 sont organisées des courses à Laval, Bessé-sur-Braye, Pré-en-Pail, Alençon, Mamers, Ernée et Château-Gontier.
En 1928, Marcel Coadou, qui dirige la fabrication des cycles Essor, déménage au 7 rue de l'Arquette à Caen.
En 1935, Marcel Coadou avait apparemment transmis la marque Essor à un nouveau propriétaire (Helyett probablement), qui à son tour transférait le siège à Sully-sur-Loire.